# Diplodasys pacificus
Diplodasys pacificus är en djurart som tillhör fylumet bukhårsdjur, och som beskrevs av Schmidt 1974. Diplodasys pacificus ingår i släktet Diplodasys och familjen Thaumastodermatidae. Inga underarter finns listade i Catalogue of Life.